# Müllerův dům
Müllerův dům je historická budova v Komenského ulici v Opavě, nedaleko Slezského zemského muzea. Je chráněn jako kulturní památka České republiky. Svůj název dostal po právníku Müllerovi, jednom z majitelů domu, který zde i bydlel.

## Historie
Původně zde stál hradní mlýn, který napájela voda z příkopu hradu. Stál v parkánu mezi hlavní a parkánovou hradbou opevnění, v místě, kde příkop končil. V 16. století byl přestavěn na hradní kuchyni a v 1. polovině 17. století na sýpku. Vlastní dům vznikl barokní přestavbou objektu roku 1726 a sloužil jako obydlí zámeckého správce. Po demolici zámku je to jediná dochovaná stavba původního zámeckého areálu. Za první republiky zde byla expozice zaměřená na československé legie.
V současnosti je vypracován projekt na rekonstrukci domu a přilehlého parčíku, podle kterého by se objekt měl do roku 2015 proměnit na veřejnou zahradu, která by sloužila zároveň jako expozice rostlinných druhů typických pro opavský region .

## Popis
Jde o jednopatrovou budovu s valbovou střechou, vikýři a vnějším schodištěm. Fasádu kolem oken zdobí štukové šambrány.